# 鷺洲庄
鷺洲庄為臺灣日治時期1920年至1945年間存在之行政區，轄屬台北州新莊郡。今新北市蘆洲區及三重區。

## 行政區劃
鷺洲地區在清治時期及日治時期初期屬興直堡、芝蘭二堡的庄，在1895年6月隸屬「臺北縣直轄」，在1897年7月1日興直堡隸屬「新庄辨務署」，芝蘭二堡隸屬「士林辨務署」。1898年6月28日，辨務署管轄調整，士林辨務署被併入臺北辨務署，新庄辨務署被併入三角湧辨務署。1899年7月21日，新庄支署改隸臺北辨務署。1901年11月11日，臺灣的行政區劃改為二十廳，鷺洲地區隸屬「臺北廳新庄支廳、士林支廳」。1901年12月17日，臺北廳劃分為39個區，林口地區被劃分為第14、17區。1904年4月1日，芝蘭二堡、興直堡實施街庄整併。1906年1月1日，臺北廳改設置以地名稱呼的28個區，鷺洲地區被劃分為和尚洲區、二重埔區。此時的街庄如下：
- 興直堡：二重埔、三重埔庄
- 芝蘭二堡：和尚洲溪墘庄、和尚洲中路庄、和尚洲南港仔庄、和尚洲水湳庄、樓仔厝庄[7]

1920年10月1日，原堡里之行政區廢除，街庄改為大字；前述7庄合併為臺北州新莊郡「鷺洲庄」，轄域內分為和尚洲溪墘、和尚洲中路、和尚洲南港子、和尚洲水湳、和尚洲樓子厝、二重埔、三重埔等7個大字。
- 二重埔大字下有「五穀王」、「頂田心子」、「頂崁」、「陡門頭」、「中興」、「大有」小字名
- 三重埔大字下有「後埔」、「田心子」、「竹圍子」、「過圳」、「菜寮」、「同安厝」、「長泰」、「大竹圍」、「簡子畬」、「港墘」、「後竹圍」、「三張」、「六張」、「下竹圍子」、「車路頭」、「分子尾」、「溪尾」小字名[8]

二戰後，鷺洲庄在1946年1月16日改為「鷺洲鄉」，隸屬臺北縣新莊區。1947年4月1日，二重埔、三重埔二個大字獨立組成三重鎮（今三重區），其餘五個大字組成蘆洲鄉（今蘆洲區）。
| 1901年 | 1901年 | 1906年   | 1906年         | 1920年-1945年 | 1920年-1945年 | 1947年 |
| 區     | 街庄 | 區       | 街庄           | 街庄          | 大字          | 鄉鎮   |
| ------ | --- | -------- | -------------- | ------------- | ------------- | ------ |
| 第14區 | 十一份庄、溪墘庄、車路庄 | 和尚洲區 | 和尚洲溪墘庄   | 鷺洲庄        | 和尚洲溪墘    | 蘆洲鄉 |
| 第14區 | 中路庄、南港仔庄(部分) | 和尚洲區 | 和尚洲中路庄   | 鷺洲庄        | 和尚洲中路    | 蘆洲鄉 |
| 第14區 | 南港仔庄(部分)、王爺宮庄(部分)、獅頭庄(部分) | 和尚洲區 | 和尚洲南港仔庄 | 鷺洲庄        | 和尚洲南港子  | 蘆洲鄉 |
| 第14區 | 水湳庄、和尚港庄、獅頭庄(部分)、王爺宮庄(部分) | 和尚洲區 | 和尚洲水湳庄   | 鷺洲庄        | 和尚洲水湳    | 蘆洲鄉 |
| 第14區 | 土地公厝庄、店仔口庄、樓仔厝庄 | 和尚洲區 | 和尚洲樓仔厝庄 | 鷺洲庄        | 和尚洲樓子厝  | 蘆洲鄉 |
| 第17區 | 五穀王庄、頂崁庄、頂田心仔庄、中興庄、徒門頭庄、大有庄                                                                                                   | 二重埔區 | 二重埔庄       | 鷺洲庄        | 二重埔        | 三重鎮 |
| 第17區 | 三張庄、六張庄、長泰庄、過圳庄、大竹圍庄、菜寮庄、後港墘庄、同安厝庄、後竹圍庄、後埔庄、簡仔畬庄、竹圍仔庄、下竹圍庄、田心庄、車路頭庄、溪尾庄、份仔尾庄 | 二重埔區 | 三重埔庄       | 鷺洲庄        | 三重埔        | 三重鎮 |

## 庄長
| 任數 | 姓名       | 肖像 | 出身 | 就任          | 離任   | 備註                                 |
| ---- | ---------- | ---- | ---- | ------------- | ------ | ------------------------------------ |
| 1    | 蔡雍       |      | 台北 | 1920年10月1日 | 1930年 | 原任和尚洲區書記                     |
| 2    | 林田軍五郎 |      | 熊本 | 1930年        | 1934年 |                                      |
| 3    | 武生玉藏   |      | 大分 | 1934年        | 1941年 | 曾任七星郡役所庶務課屬，後任羅東街長 |
| 4    | 鹽見平三郎 |      | 京都 | 1941年        | 1942年 | 原任五股庄長                         |
| 5    | 小林和助   |      | 長野 | 1942年        | 1945年 | 曾任烏日庄長                         |

## 物產
農產品以白米為大宗，其他特產有蜜柑、蔬菜和作為茶葉香料的香花（秀英花、梔子花）。製造業中，盛行精米、藤細工、鐵工、麵類製造、菓子製造、木屐、麻繩、金銀細工、藺蓆製造、竹細工等產品。

## 設施
- 鷺洲庄役場
- 台北州農事試驗場蔬菜部：戰後成為台北區農業改良場，1992年遷到樹林成為農委會桃園區農改場台北分場
- 和尚洲農業補習學校（今 泰山高中前身之一）

- 和尚洲公學校→和尚洲國民學校（今 蘆洲國小）
- 三重埔公學校→三重埔國民學校（今 三重國小）
- 二重埔公學校→二重埔國民學校（今 二重國小）
  - 五穀王分教場（1937年3月31日廢止）[10]

- 和尚洲警察官吏派出所
- 三重埔警察官吏派出所
- 二重埔警察官吏派出所
- 鷺洲庄第一食料品小賣市場：1911年設立
- 鷺洲庄第二食料品小賣市場：1932年設立，位於大橋頭
- 彰化商業銀行三重埔出張所
- 鷺洲信用購買販賣利用組合（今蘆洲區農會）
- 三重埔信用購買販賣利用組合（今三重區農會）
- 鷺洲圖書館[9]

## 觀光
- 蘆荻泛月，為清同治年間《淡水廳志》所列的淡水八景之一
- 湧蓮寺
- 先嗇宮
- 鄭成功廟：位於湧蓮寺後方
- 太璞宮
- 保和宮[9]